# Jean Lahiniriko
 (juin 2013).
Si vous disposez d'ouvrages ou d'articles de référence ou si vous connaissez des sites web de qualité traitant du thème abordé ici, merci de compléter l'article en donnant les références utiles à sa vérifiabilité et en les liant à la section « Notes et références ».
Jean Lahiniriko, né à Tongobory près de Betioky, dans le Sud de Madagascar, le 1er avril 1953, est un homme politique malgache. 

## Biographie
Fils de Jafeta Jonasy et de Madeleine Santé, marié et père de trois enfants, il est originaire de l’ancienne province de Toliara. 
Ingénieur en génie civil, il s’est fait connaître en 1989-2000 en assumant son rôle d’Inspecteur vérificateur auprès de MINESEB, organisme rattaché directement à la Direction de l’inspection.
Après avoir été à la tête du Fonds national pour la sauvegarde de la culture malgache au Ministère de la Culture et de la communication à Antananarivo (novembre 2000), il signe son entrée dans la vie politique en accédant au poste de Ministre de Travaux publics, en février 2002. À la suite de son élection de député, circonscription Betioky Sud en janvier 2003, il quitte le ministère et siège à l’Assemblée nationale en tant que président. 
Le 3 décembre 2006, il se présente à l’élection présidentielle, et finit deuxième derrière le président sortant, Marc Ravalomanana, en obtenant 11,68 % des voix.
Il fonde ensuite le PSDUM, Parti socialiste et démocratique pour l’union à Madagascar, en février 2007. En 2009, il intègre la révolution orange et est nommé vice-président de la Haute autorité de transition, ensuite élu président de la plateforme UDR-C, en janvier 2010. 
Il décide de se porter candidat et annonce officiellement sa candidature à l’élection présidentielle le 26 janvier 2013. 